# Keppoch House

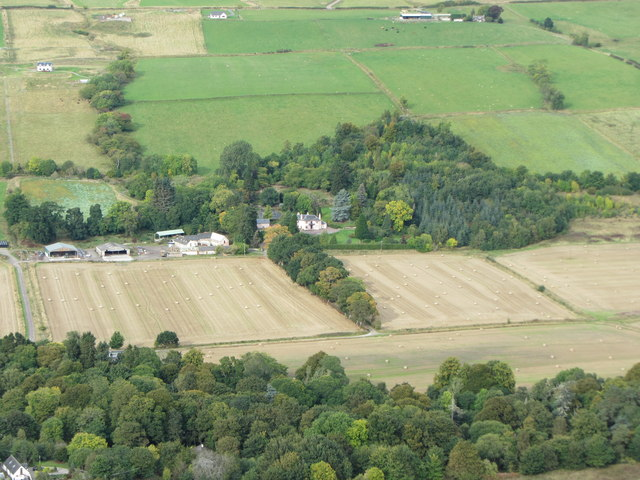
Keppoch House (Bildmitte) und Keppoch Barn (halblinks)

Keppoch House ist ein Herrenhaus in der schottischen Ortschaft Roybridge in der Council Area Highland. 1971 wurde das Bauwerk in die schottischen Denkmallisten in der Denkmalkategorie C aufgenommen. Die zugehörige Scheune ist separat als Kategorie-A-Denkmal klassifiziert.

## Geschichte
Keppoch war Standort einer mittelalterlichen Burg. Dass es sich vermutlich um eine Motte handelte, legt einen Bau zwischen dem 12. und dem 14. Jahrhundert nah. Donald MacDonald, der sechste Clan Chief der MacDonalds of Keppoch (auch M(a)cDonell), ließ dort im frühen 16. Jahrhundert eine Burg oder ein Festes Haus errichten, das heute als Old House of Keppoch bekannt ist.
Der zusammen mit seinem Bruder Ranald 1661 aus Frankreich rückkehrende Alexander MacDonald forderte seinen Platz als 13. Clan Chief ein. Aus familiären Gründen und aufgrund seines Führungsstils genoss er jedoch nicht den Rückhalt des Clans. Dies führte zu den Keppoch-Morden, bei denen das Brüderpaar in der Nacht des 5. Septembers 1663 in ihrem Haus massakriert wurde. Das Gebäude wurde kurze Zeit später abgebrochen. Die Herrschaft über Keppoch und Glenroy war seit längerem zwischen den MacDonalds und den Mackintoshs umstritten. Die möglicherweise letzte Schlacht zwischen zwei schottischen Clans fand 1688 nahe dem Anwesen statt.
Nahe dem Burgstall wurde der Vorgänger von Keppoch House errichtet. Dieser Bau wurde 1746 im Zuge des Jakobitenaufstands von Truppen des Dukes of Cumberland niedergebrannt. Ranald MacDonald, 18. of Keppoch ließ das heutige Keppoch House vermutlich zwischen 1760 und 1765 errichten. Im späteren 19. Jahrhundert wurden Ergänzungen vorgenommen. Die Scheune des Gutshofs ist etwas älter und entstand vermutlich um 1750. Möglicherweise diente sie zeitweise auch als Kaserne.

## Beschreibung
Das Anwesen befindet sich nahe der Mündung des River Roy in den Spean am Westrand der Ortschaft Roybridge. Das zweigeschossige, Harl-verputzte Keppoch House gilt als typisch für den zeitgenössischen Sitz eines Lairds in den westlichen Highlands. Seine südexponierte Hauptfassade ist drei Achsen weit. Die Treppe zum mittigen Hauptportal im Hochparterre stammt aus dem 19. Jahrhundert. Das Portal ist mit flankierenden länglichen Fenstern und Bekrönung ausgeführt. Die Ausluchten auf den äußeren Achsen wurden ebenfalls im 19. Jahrhundert ergänzt. Rückwärtig geht ein langgezogener, eingeschossiger Flügel ab, an welchem noch teilweise die ursprünglichen zwölfteiligen Sprossenfenster erhalten sind. Die Satteldächer sind mit Schiefer eingedeckt und mit giebelständigen Kaminen ausgeführt. Der bekannte Pfirsichgarten von Keppoch wurde 1746 zerstört. Er wurde später im viktorianischen Stil wiederaufgebaut, ist heute jedoch überwachsen.

### Keppoch Barn
Die Scheune von Keppoch steht rund 120 Meter östlich des Herrenhauses. Ihr Mauerwerk aus Feldstein ist gekalkt. Die westexponierte Hauptfassade des langgezogenen, eingeschossigen Gebäudes ist neun Achsen weit. Mittig ist ein segmentbogiges Tor eingelassen. Entlang der Fassade ziehen sich schlanke Rundbogenöffnungen und gepaarte Schlitzfenster. Auf der linken Achse wurde das Fenster zu einem Tor umgestaltet. Die rückwärtige Fassade ist ähnlich ausgestaltet. Der Südgiebel wurde später verlängert. Das abschließende Satteldach ist schiefergedeckt und mit giebelständigen Kaminen ausgeführt.